# What a Horrible Night to Have a Curse
What a Horrible Night to Have a Curse er den første ep af det melodiske dødsmetal-band The Black Dahlia Murder som blev udgivet i 2001. Navnet blev taget fra Castlevania II: Simon's Quest hvor hovedpersonen Simon Belmont bekræfter det ved mørkets frembrud. 

## Numre
1. "All My Best Friends Are Bullets"
2. "To You, Contortionist"
3. "The Middle Goes Down"
4. "This Ain't No Fuckin' Love Song"
5. "(And The Chorus Sang) A Dead Refrain"
6. "Burning The Hive"